# Hugh Grant
Hugh John Mungo Grant, cunoscut mai ales ca Hugh Grant, (n. 9 septembrie 1960) este un actor britanic și producător de film.
Născut pe 9 septembrie 1960 în Hammersmith, Anglia, Grant este bine cunoscut pentru câștigarea premiilor Globul de Aur, BAFTA și César. Are, printre altele, o faimă de bun actor de box-office, întrucât filmele sale au câștigat peste 3 bilioane de dolari în întreaga lume, dar este cunoscut și pentru piesele de teatru care s-au jucat în toată lumea.
Și-a câștigat larga recunoaștere internațională ca star după rolul principal din Patru nunți și o înmormântare., pentru care a primit în 1995 premiul BAFTA și un Glob de Aur.
Începând din anul 1990 a jucat numai în filme de comedie, ca Mickey Blue Eyes (1999) and Notting Hill (1999). A reușit să se impună ca un veritabil comediant. Nu numai umorul fin îl caracterizează, dar și sarcasmul și șarmul inconfundabil. Cariera în film i-a adus mai multă notorietate decât cea în teatru, despre care a spus întotdeauna că se regăsește mult mai bine decât în cinematografie.

## Filmografie
- 2012 Atlasul norilor (Cloud Atlas), regia Lana Wachowski, Tom Tykwer și Andy Wachowski
- 2012 The Pirates! Band of Misfits
- 2009 Ce-o fi cu soții Morgan? (Did You Hear About the Morgans?)
- 2007 Muzica și versurile
- 2006 Vise americane
- 2004 Bridget Jones: La limita rațiunii (Bridget Jones: The Edge of Reason)
- 2003 Pur și simplu dragoste (Love Actually), regia Richard Curtis
- 2002 Dragoste cu preaviz
- 2002 Totul despre băieți (About a Boy), regia Chris Weitz și Paul Weitz
- 2001 Jurnalul lui Bridget Jones (Bridget Jones's Diary)
- Escroci de mâna a doua
- 1999 Mickey, Ochi Albaștri
- 1999 Notting Hill
- 1996 Soluții extreme (Extreme Measures)
- 1995 Englezul care a urcat o colină dar a coborât un munte (The Englishman Who Went up a Hill But Came Down A Mountain)
- 1994 Patru nunți și o înmormântare (Four Weddings and a Funeral), regia Mike Newell
- 1992 Luna amară (Bitter Moon), regia Roman Polanski
- 1988 La nuit Bengali (The Bengali Night), regia Nicolas Klotz
- 1987 Maurice, regia James Ivory